# Cykl (teoria grafów)

Przykładowy graf cykliczny

Cykl grafu – zamknięta droga prosta {\displaystyle e_{a},e_{b},\dots ,e_{z},} taka że krawędź {\displaystyle e_{z}} kończy się w początkowym wierzchołku drogi.

## Rodzaje cykli
- Cykl prosty to droga zamknięta, czyli taka, której koniec (ostatni wierzchołek) jest identyczny z początkiem (pierwszym wierzchołkiem)[2]. Cykl prosty jest szczególnym (prostszym) przypadkiem cyklu.
- Cykl Hamiltona – cykl prosty przebiegający przez wszystkie wierzchołki grafu i przechodzący przez nie dokładnie 1 raz (oprócz pierwszego wierzchołka).
- Cykl Eulera – cykl zawierający wszystkie krawędzie grafu i przechodzący przez nie dokładnie 1 raz.
- Cykl własny – w multigrafie cykl złożony z jednej krawędzi, która zaczyna się i kończy w tym samym wierzchołku (zwany też pętlą własną wierzchołka).

## Twierdzenie
Jeżeli najmniejszy stopień wierzchołka w grafie {\displaystyle G} jest nie mniejszy niż {\displaystyle 2,} to graf {\displaystyle G} zawiera cykl.

### Dowód twierdzenia
Oznaczmy najmniejszy stopień wierzchołka w grafie {\displaystyle G} przez {\displaystyle \delta .} Na podstawie lematu o uściskach dłoni wiemy, że:
{\displaystyle 2m=\deg(v_{1})+\ldots +\deg(v_{n}).}
Ponieważ każdy wierzchołek grafu {\displaystyle G} (z założenia) jest stopnia co najmniej {\displaystyle 2,} możemy zapisać, że:
{\displaystyle \deg(v_{1})+\ldots +\deg(v_{n})\geqslant n\delta \geqslant 2n.}
Po przekształceniu otrzymujemy:
{\displaystyle 2m\geqslant 2n\Longrightarrow m\geqslant n.}
Jak widać, liczba krawędzi w grafie {\displaystyle (m)} jest większa lub równa od liczby wierzchołków {\displaystyle (n).} Łatwo zauważyć, że wobec tego w grafie {\displaystyle G} występuje przynajmniej jeden cykl, co kończy dowód.
Wyjaśnienie: stworzenie ścieżki (lub drzewa) o {\displaystyle n} wierzchołkach (niezawierającej cykli) pozwala „zużyć” do połączenia co najwyżej {\displaystyle n-1} krawędzi. Ostatnia, {\displaystyle n}-ta krawędź, jaką musimy „dołożyć” do grafu zgodnie z założeniami, utworzy cykl.